# Bolitoglossa schizodactyla
Bolitoglossa schizodactyla is een salamander uit de familie longloze salamanders (Plethodontidae). De soort werd voor het eerst wetenschappelijk beschreven door David Burton Wake en Arden H. Brame in 1966.

## Verspreiding en habitat
De salamander komt voor in delen van Midden-Amerika en leeft in de landen Costa Rica en Panama.
Bolitoglossa schizodactyla leeft in regenwouden tot 850 meter hoogte boven zeeniveau. Het verspreidingsgebied loopt in de Caribische laaglanden van zuidoostelijk Costa Rica tot in het kanaalbekken, inclusief Isla Colón. In de Pacifische laaglanden leeft de soort in El Valle de Antón in Coclé en La Campana in de provincie Panama.